# Evangelisch-reformierte Kirche (Marienheim)
Die evangelisch-reformierte Kirche Marienheim im gleichnamigen Neuburger Stadtteil Marienheim im oberbayerischen Landkreis Neuburg-Schrobenhausen war die einzige reformierte Pfarrei in Bayern, die ein königliches Privileg hatte.

## Geschichte
Der erste Siedler des Ortes war 1809 Tobias Kroll. Er war ein Calviner, wie einst die Bezeichnung lautete, heute versteht man darunter „evangelisch-reformiert“. Kroll gründete den Ort inmitten eines rein katholischen Gebiets; eine Kirche fehlte jedoch. Daher besuchten die evangelischen Gläubigen die Kirche in Untermaxfeld, mehr als acht Kilometer entfernt. Damals war es ein Fußmarsch von knapp zwei Stunden. Zudem handelte es sich bei den Untermaxfeldern um evangelisch-lutherische Gläubige. Wegen der Glaubensunterschiede kam es zu Spannungen.
Knapp vierzig Jahre waren verstrichen, da wurde der Wunsch nach einer eigenen Kirche immer lauter. Das Geld war knapp und sollte durch eine Kollektenkasse gedeckt werden. Für eventuelle Fehlbeträge verbürgten sich die Marienheimer und versprachen, Hand- und Spanndienste zu leisten. Außerdem waren sie bereit, 80 Gulden jährlich für die Besoldung des Pfarrers zu übernehmen. Mit dieser Zusage stimmte das Oberkonsistorium zu, in der Nähe von Neuburg eine „reformierte“ Pfarrei zu gründen.

### Eine königliche Pfarrei
Der 23. September 1848 ist das historische Datum für die neue Pfarrei. Maximilian II. König von Bayern, unterschrieb auf der Insel Ischia die Gründungsurkunde der „Reformierten Kirchengemeinde Marienheim“. Das Kirchensiegel hatte die Inschrift: „Kgl. Bayer. evang. reform. Pfarramt Marienheim“. Marienheim wurde damit die einzige reformierte Pfarrei in Bayern, die ein „königliches“ Privileg hatte.
Am 24. Mai 1849 war der feierliche Einzug des ersten Pfarrers Samuel Christoph Clöter. Ihm wurde der große Auftrag mit auf den Weg gegeben, eine Kirche zu bauen. Er selbst musste sich vorerst mit einem kleinen Zimmer begnügen, da es noch kein Pfarrhaus gab. Schnell gingen die Marienheimer ans Werk und erbauten das Pfarrhaus.

### Der Kirchenbau und seine Probleme

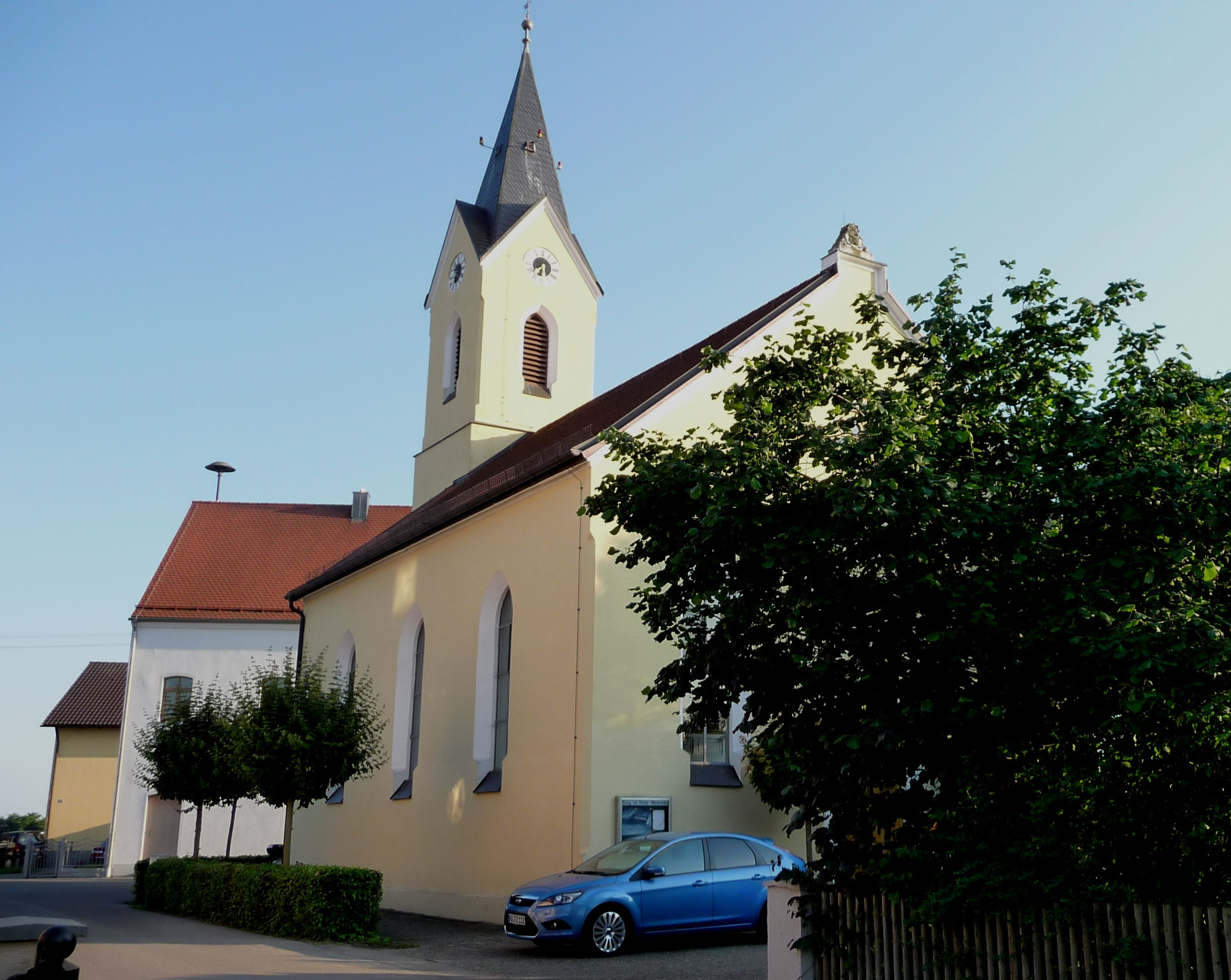
Die Kirche der evang. reform. Gemeinde Marienheim

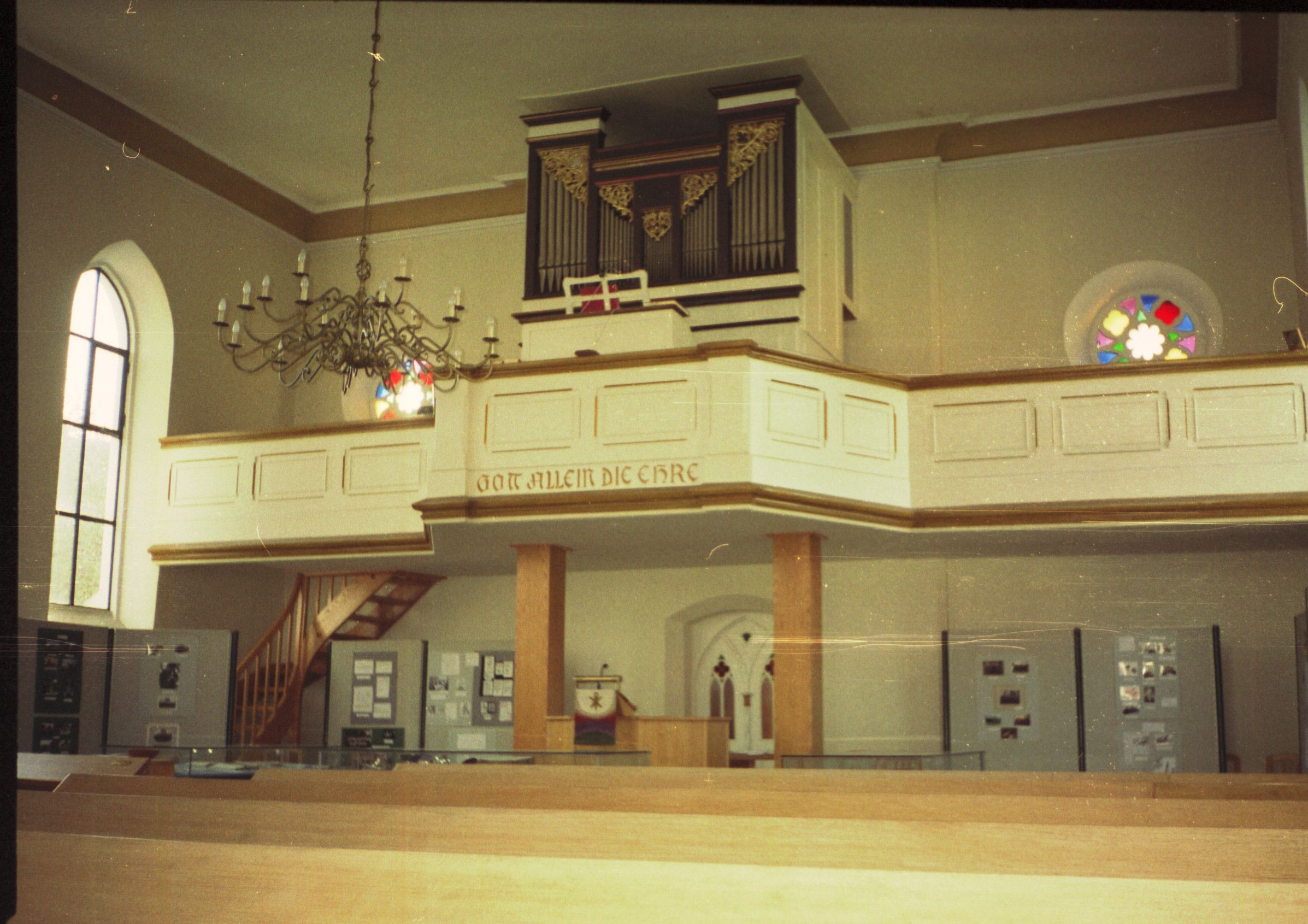
Die Kirche Marienheim mit Orgelempore

Ab 1831 diente das Schulhaus auch für kirchliche Zwecke und war zugleich der kirchliche Raum. Am 12. Februar 1850 verpflichteten sich die Kirchenmitglieder zu Hand- und Spanndiensten. Es waren dies Reformierte aus der gesamten Umgebung, nicht nur von Marienheim, sondern auch von den umliegenden Orten wie Heinrichsheim, Rödenhof, Altmannstetten, Isenhofen, Kreut, Gietlhausen, Maxweiler, Kochheim, Jägersbühl, Schornreut, Untermaxfeld, Obermaxfeld, Stengelheim, Grasheim, Ludwigsmoos und Königsmoos.
Zugleich wurde der Staat an sein Versprechen und seine Verpflichtung erinnert, dass jeder bayerische Staatsbürger, der einer anerkannten Konfession angehörte, das Recht auf eine Kirche hatte. „Zu unserem Gottesdienst beanspruchen wir keine kostspieligen Bauten und Einrichtungen, sondern nur ein Obdach, in dem wir unsere Gottesdienste halten können. Und allenfalls wollen wir ein Glockengeläute, um zum Gottesdienst das Zeichen zu geben“, ist in dem Schreiben vom 17. Juli 1850 festgehalten.
Am 3. Oktober 1850 schrieb Pfarrer Clöter an die Baubehörde, dass nach seinen Erfahrungen eine Kirche für 180 Mitglieder genüge. Viele müssten zu weite Entfernungen auf sich nehmen und kämen deshalb nicht immer zum Gottesdienst.
Und die weiteren Wünsche: Die Kirche solle aus einem nicht zu großen Viereck bestehen, dazu ein Kirchturm mit drei Glocken. In der Kirche seien eine Kanzel, eine Orgel und ein steinerner Altartisch erforderlich.
Die große Sorge aber war für den Pfarrer und Kirchenbauer Clöter die klingende Münze. Er wurde aktiv und verschickte unzählige Bettelbriefe an staatliche und kirchliche Stellen in ganz Deutschland. Clöter unternahm zur Mittelbeschaffung auch Kollektenreisen in süddeutsche Städte, in die Schweiz, nach Wuppertal, Dresden, Berlin und Leipzig. Friedrich Wilhelm IV. gewährte dem Kirchenbettler sogar eine Audienz und eine Kollekte in ganz Preußen. Eine weitere Audienz folgte bei König Maximilian II. Der Erfolg stellte sich ein. Es gab daraufhin Zuschüsse vom Regierungspräsidenten aus Augsburg. Schließlich förderte auch die Gustav-Adolf-Stiftung den Kirchenbau in Marienheim.
Für die neue Pfarrei Marienheim gab es eine Kollekte im gesamten bayerischen Protestantismus  mit einem Stammkapital von 2830 Gulden. Namhafte Spender unterstützten das Werk auch finanziell. König Friedrich Wilhelm IV. von Preußen stiftete 991 Gulden, seine Königliche Hoheit, der Prinz von Preußen legte 55 Gulden drauf, aber auch aus einem protestantischen Unterstützungsverein aus Zürich kamen 700 Gulden. Aus dem hohen Norden war auch Hamburg vertreten, die beiden Presbyterien spendeten 105 Gulden. Aus Berlin kamen durch einen Hofprediger 210 und aus Ebersfeld 794 Gulden.  Doch die Mittel reichten immer noch nicht aus. Jetzt ging ein Antrag an das Landgericht Neuburg. Die Behörde bewilligte für die Jahre 1851/52 und 1852/53 jeweils 2000 Gulden.
Die finanziellen Mittel kamen zwar von allen Seiten, aber nicht immer in der erhofften Höhe. Nun kam ein weiteres Problem dazu und spaltete die Marienheimer in zwei Lager: Die einen optierten für einen Betsaal, um so die Kosten zu reduzieren. Die anderen pochten auf eine Kirche mit Turm mit dem Argument, die Mittel seien zum Bau einer Kirche und nicht für ein Bethaus gegeben worden. Am Ende blieb es mit dem Beschluss vom 29. September 1853 bei einem Kirchenbau.
Am Pfingstdienstag, 6. Juni 1854 war endlich der Baubeginn. 15 Maurer und elf Handlanger arbeiteten jetzt an dem Werk. Am 18. Juli 1854 war bereits Hebauf. Es ging schnell vorwärts. Nach knapp vier Monaten Bauzeit wurde dem Königlichen Landgericht mitgeteilt, dass der Kirchenbau vollendet sei.
Mit der Inneneinrichtung ging es nicht mehr so schnell, die Mittel reichten nicht aus. Am 26. März 1856, noch bevor der Kirchenbau vollendet war, musste Pfarrer Clöter die Pfarrei Marienheim wieder verlassen.

### Der Kirchenbauer und sein Abgang
Ab 1853 liefen über den Seelsorger Clöter beim königlichen Oberkonsistorium immer wieder Beschwerden ein. Da wurde angeprangert, dass der Geistliche ein falsches Glaubensbekenntnis verwende, deshalb dürften die Kinder am Religionsunterricht nicht mehr teilnehmen. Doch die Anschuldigungen waren haltlos und wurden für nichtig erklärt. 1855 musste Clöter eine neuntägige Untersuchung über sich ergehen lassen. Auch diesmal wurde festgestellt, dass sich der Geistliche an den reformierten Kultus halte.
Die Zwistigkeiten gingen so weit, dass sich sogar die erste Synode der Evangelisch-Reformierten Kirche in Bayern mit dem Fall Marienheim befassen musste. Am 26. März 1856 verließ Clöter mit Übereinstimmung des Oberkonsistoriums die Pfarrei, ohne eine neue Pfarrstelle zu haben. Der Seelenhirte bekam aber trotzdem keine Ruhe. Er wurde immer wieder verdächtigt und beschuldigt, unrechtmäßig gehandelt zu haben, aber alle Anschuldigungen erwiesen sich als Verleumdung.
Der Kirchenbauer konnte die Kirchenweihe nicht selbst miterleben. Heute schätzt man die Arbeit des ersten Pfarrers, ihm wurde deshalb auch eine „Christoph-Clöter-Straße“ gewidmet und damit ein Denkmal gesetzt.
Der 24-jährige Pfarrverweser Carl Gottfried Gerhardt hatte nun die schwere Aufgabe, das Bauprojekt abzuschließen und die Weihe vorzubereiten. Eine mehrtägige Visitation 1857 brachte den Bauabschluss. Auch Frieden in der Gemeinde zog wieder ein.

### Feierliche Kirchenweihe
Der 3. Mai 1857 ist das historische Datum der Kirchenweihe und der Freudentag über das einmalige Ereignis. Drei Triumphbögen, einer davon im Rödenhof, die beiden anderen in Marienheim, kündeten vom Ereignis. Ein letzter kirchlicher Treff in der Schule und ein Festzug unter Glockengeläute zum neuen Gotteshaus, danach die feierliche Schlüsselübergabe, der Ortspfarrer Gerhardt öffnete die Kirchentüre. Unter Orgelklang und Chorgesang erfolgte der Einzug mit anschließendem Festgottesdienst.
Koordinaten: 48° 43′ 0″ N, 11° 12′ 51,9″ O